# Passiflora skiantha
Passiflora skiantha är en passionsblomsväxtart som beskrevs av Huber. Passiflora skiantha ingår i släktet passionsblommor, och familjen passionsblomsväxter. Inga underarter finns listade i Catalogue of Life.